# 240P/NEAT
240P/NEAT – kometa krótkookresowa, należąca do rodziny Jowisza. 

## Odkrycie
Kometa została odkryta 23 marca 2003 w ramach programu obserwacyjnego NEAT.

## Orbita komety i właściwości fizyczne
Orbita komety 240P/NEAT ma kształt elipsy o mimośrodzie 0,45. Jej peryhelium znajduje się w odległości 2,13 j.a., aphelium zaś 5,61 j.a. od Słońca. Jej okres obiegu wokół Słońca wynosi 7,6 roku, nachylenie do ekliptyki to wartość 23,5˚.
Jądro tej komety ma rozmiary maks. kilku km.